# Plan de sauvegarde et de mise en valeur
Pour les articles homonymes, voir Plan de sauvegarde.
 (décembre 2012).
Si vous disposez d'ouvrages ou d'articles de référence ou si vous connaissez des sites web de qualité traitant du thème abordé ici, merci de compléter l'article en donnant les références utiles à sa vérifiabilité et en les liant à la section « Notes et références ».
En France, le plan de sauvegarde et de mise en valeur (PSMV) créé en 1962 par André Malraux alors ministre de la Culture, est un document d'urbanisme tenant lieu de plan local d'urbanisme (PLU) dans le périmètre du secteur sauvegardé. La mise en place d’un secteur sauvegardé dans une ville, en vue de protéger son patrimoine historique et esthétique, implique en théorie la création d’un plan de sauvegarde et de mise en valeur, faute de quoi les mesures de sauvegardes prévues dans le projet de secteur sauvegardé seraient privées d’effets. Le PSMV une fois institué va se substituer au PLU dans les zones où il s’applique.
Le contenu des PSMV est similaire à celui du PLU à ceci près qu’il se concentre principalement sur les règles de protection du patrimoine bâti existant ainsi que sur les prescriptions architecturales. Le PSMV a la particularité d’être très détaillé, et peut même contenir des dispositions qui peuvent aller jusqu’à réglementer au niveau de la parcelle voire au niveau d’un édifice. En ce sens, il est bien plus précis que le PLU qui lui, fixe le cadre général des règles relatives à l’occupation et l’utilisation des sols.
Le PSMV régit l'ensemble des espaces privés ou publics présentant un intérêt historique, esthétique ou nécessitant une conservation (présence d'un grand nombre de monuments historiques par exemple), où tous travaux et aménagements intérieurs et extérieurs effectués par les résidents, particuliers ou commerçants, doivent faire l'objet d'une demande écrite et d'une d'autorisation après avis de l'architecte des bâtiments de France, afin de conserver une cohérence.
Par exemple, il peut être exigé que les façades des immeubles existants soient restaurées en veillant à la nature, la mise en œuvre et la couleur des matériaux. Les percements, la mise en œuvre des menuiseries et vitrages, les ferronneries et la couverture sont aussi règlementés.
L'occupation du domaine public est règlementée. Les devantures anciennes doivent être conservées dans leur aspect originel et les différents systèmes de fermeture dissimulés lorsque le commerce est ouvert. Les enseignes sont également soumises à des règles précises, les enseignes lumineuses et la publicité peuvent y être interdite.
Au fil des différentes réformes, on constate un renforcement de la participation des élus à l’élaboration de ces documents d’urbanisme. La réforme apportée par l’ordonnance du 28 juillet 2005 a par ailleurs, opéré un rapprochement entre les contenus des PSMV et celui des PLU afin d’assurer une meilleure cohérence et articulation entre ces deux types de planification locale.

## Le plan de sauvegarde et de mise en valeur

### Le contenu du PSMV: un document complémentaire au PLU mais plus prescriptif
Contrairement au PLU, le plan d’aménagement et de développement durable (PADD) ne fait pas partie des documents composant le PSMV. Cependant, ce dernier entretient un rapport de compatibilité avec le PADD du PLU, faute de quoi il ne pourra pas être approuvé. Dans le cas où il n’est pas compatible, il pourra être adopté qu’à la seule condition que l’enquête publique menée par le préfet, devant intervenir lors de la procédure d’élaboration du PSMV, porte également sur la révision ou la modification du PLU. Pour cela, l’accord de la commune ou de l’établissement public de coopération intercommunale (EPCI) compétent est requis. Dès lors, l’adoption du PSMV entraînera automatiquement la révision du PLU. Le juge administratif exerce un contrôle restreint sur le contenu du PSMV.
Le PSMV est un dossier semblable à celui du PLU qui contient divers documents :

#### Le rapport de présentation
- Présente le projet dans son ensemble et notamment les raisons pour lesquelles le préfet, le maire ou bien le président de l’EPCI compétent a souhaité mettre en pratique un tel document.
- Traduit la politique de gestion de la ville dans les domaines de la protection et de la sauvegarde ainsi que celui de la mise en valeur d’un secteur déterminé.
- Précise les différentes dispositions contenues dans le règlement.
- Évoque les diverses orientations d’aménagement à l’intérieur du périmètre du PSMV.
- Présente la manière selon laquelle le projet va s’intégrer dans l’ordre de la planification locale au vu des préoccupations environnementales. Il montrera les incidences que la mise en place d’un tel plan aura sur l’environnement.
- Expose les raisons des choix des élus quant à la délimitation des zones, leur superficie, les règles qui leur sont applicables au regard de la hiérarchie des normes d’urbanisme et en particulier au travers du rapport de compatibilité que le PSMV entretient avec le PADD du PLU.

À chaque modification ou révision du PSMV, le rapport de présentation devra être réadapté au regard des changements apportés. En ce sens, le rapport de présentation initial devra être conservé en plus du rapport nouvellement rédigé. Dans ce dernier, figureront les motifs pour lesquels des changements ont dû être apportés.

#### Le règlement du PSMV
- Précise de façon générale, les règles qui sont applicables à l’intérieur de chacune des zones qui auront été délimitées.
- Désigne « les immeubles ou parties intérieures ou extérieurs » pour lesquels certains travaux tels que « la démolition, l’enlèvement ou l’altération » seront interdits et pour lesquels toutes les modifications seront soumises aux conditions spéciales qu’il prévoit[4].
- Prescrit des modifications ou bien la démolition de certains ouvrages afin de permettre la réalisation d’opérations d’urbanisme publiques ou privées[5], dans les cas où l’aspect de certains immeubles porte atteinte à l’intégrité esthétique du projet (immeuble vétuste, insalubre, délabré ou bien qui n’est pas en phase avec les autres bâtiments). L’autorité administrative peut prescrire la démolition de bâtiments en bon état qui répondent aux critères esthétiques, dans le cas où le but du PSMV est la mise en valeur par la création d’espaces libres[6].
- Établit les servitudes d’urbanisme applicables à certains espaces afin de prescrire l’utilisation de certains matériaux pour la construction ou la rénovation de bâtiments, mais également pour la construction d’équipements communs (rues…). Ces servitudes permettent la préservation du cadre urbain. Les conséquences de ces servitudes ne feront l’objet d’aucunes indemnisations particulières. Une indemnisation est cependant possible en l’application de l’article L160-5 du code de l’urbanisme ou bien de la jurisprudence Bitouzet[7].

#### Les documents graphiques et les annexes
- La présentation des différentes zones que comporte le PSMV sera établie et présentée dans les documents graphiques. Un PSMV peut concerner divers quartiers avec des architectures et un patrimoine historique parfois différents.
- Dans chacune de ces zones les règles et servitudes d’urbanisme applicables seront divergentes.
- Un certain nombre de documents sont annexés au PSMV dont la liste est fournie par l’article R123-13 du code de l'urbanisme : les plans des zones d’aménagement concertées, des zones de préemption, ou le plan des zones à risque d’exposition au plomb…

### L’élaboration des PSMV: une procédure témoignant d’un partenariat entre l’État et la collectivité locale
L’élaboration des PSMV est une compétence qui est toujours du ressort de l’État, compétence exercée par le préfet. Les collectivités territoriales, principalement les communes et les établissements publics de coopération intercommunale (EPCI) compétents desquels la ou les communes sont membre(s), seront étroitement associés à la procédure. Il s’agit d’une procédure conjointe dont le régime d‘élaboration est précisé à l’article L 313-1 II et aux articles R313-7 à R313-16 du code de l'urbanisme. Ce rapprochement des élus locaux de la procédure d’élaboration du PSMV a été accentué par l’ordonnance du 28 juillet 2005 mais on constate cependant que le préfet y détient une « place prépondérante ».

#### La prescription du PSMV
Le préfet de département va engager la procédure d’élaboration du PSMV par la création, à son initiative d’un « comité de pilotage » associant des services déconcentrés de l’État tels que la Direction régionale des Affaires culturelles (DRAC), le Service départemental de l'architecture et du patrimoine (SDAP), la Direction départementale des Territoires (DDT) ainsi qu'un ou plusieurs représentants de la commune.
C’est en ce début de procédure d’élaboration du PSMV que les modalités de la concertation, associant le préfet au conseil municipal ou à l’assemblée délibérante de l’EPCI, sont définies de façon conjointe et font l’objet d’une délibération de ces assemblées. Le bilan de cette première concertation sera soumis à l’examen et à un délibération du conseil municipal ou à l’organe délibérant de l’EPCI, ainsi qu’à la commission locale des secteurs sauvegardés.

#### L’instruction du PSMV
Pour commencer, un certain nombre d’études préalables seront conduites sous l’autorité du préfet mais associant le maire ou le président de l’EPCI. En ce sens, le représentant de l’État confiera dans un premier temps la conception du projet PSMV à un chargé d’études. Il s’agit d’un architecte qu’il désignera, en accord avec le maire ou avec le président de l’EPCI compétent. Cet architecte sera assisté par l’architecte des bâtiments de France (ABF), organisme chargé de la protection du patrimoine bâti. Le chargé d’études réalisera ainsi une analyse du patrimoine urbain, une analyse du bâti, une étude des espaces non bâtis ainsi qu’une analyse socio-économique. Cette étude servira de base à la rédaction du dossier du PSMV.
Plusieurs organes sont associés à la procédure d’élaboration du PSMV. Tout d’abord, le projet de PSMV sera soumis à une commission locale du secteur sauvegardé. Cette commission est composée d’un tiers de représentants de la commune ou de l’EPCI compétent, désignés par et au sein de l’assemblée délibérante ; un tiers de représentant de l’État, désignés par le préfet ; un tiers de « personnes qualifiées désignées conjointement par le préfet et par le maire ou le président de l’EPCI ». Elle est présidée par le maire ou le président de l’EPCI ou par son représentant, qui est secondé par le préfet ou par son représentant. L’initiative de la consultation de la commission appartient au préfet ainsi qu’au maire ou au président de l’EPCI. Durant l’examen du projet, la commission peut procéder à des auditions, sur demande du préfet, du maire ou du président de l’EPCI, parmi lesquels : « Les présidents des organes délibérants des collectivités publiques, des établissements publics, des organismes associés et des associations agréées ainsi que les maires, mentionnés aux deux premiers alinéas de l'article L. 123-8, ou leurs représentants. »
La commission émet alors un avis sur le projet de PSMV.

#### Le projet de PSMV arrêté
Au vu de l’avis de la commission locale des secteurs sauvegardés, le conseil municipal ou l’assemblée délibérante de l’EPCI délibère sur le projet de PSMV. La commission n’émet qu’un simple avis, il appartiendra donc à l’assemblée délibérante de prendre en compte ou non les modifications proposées.
Le projet de PSMV est ensuite transmis pour examen à la commission nationale des secteurs sauvegardés. Le maire ou le président de l’EPCI compétent pourra, à cette occasion, être entendu sur toutes les dispositions relatives au PSMV intéressant la ou les communes.

#### La phase d’enquête publique
La collectivité va pouvoir soumettre son projet à l’opinion des administrés : les riverains ainsi que divers organismes et associations. Le préfet va saisir le président du tribunal administratif afin qu’il désigne une commission d’enquête ou bien un commissaire enquêteur. Le dossier soumis à enquête comprend les documents permettant au public de prendre connaissance du projet en question, tous les documents composant le PSMV ainsi que les différents avis qui auront pu être recueillis durant toute la procédure d’élaboration.
Durant le déroulement de l’enquête publique, le commissaire enquêteur ou la commission d’enquête vont recueillir les avis et suggestions du public. Une fois la procédure terminée, il va rédiger un rapport regroupant ces observations, ses propres conclusions motivées ainsi que son avis. De cet avis qui pourra être favorable, défavorable ou encore favorable mais prescrivant la modification de certains aspects du projet. Le commissaire dispose à partir de la clôture de l’enquête, d’un délai de un mois pour rendre son rapport accompagné de ses conclusions au préfet de département. Dans le même temps, le préfet peut consulter les services déconcentrés de l’État (DDE, SDAP…) ainsi que la commission locale des secteurs sauvegardés afin de recueillir leurs avis.

#### La phase d’approbation du PSMV
À la suite de l’enquête publique, deux possibilités :
- Le commissaire a émis un avis favorable et aucune modification n’a été apportée au projet : le préfet approuvera le PSMV par un arrêté préfectoral. Ce dernier pourra organiser une nouvelle consultation de la commission locale des secteurs sauvegardés, afin que celle-ci exprime son avis au vu des résultats de l’enquête publique. Cependant, cette consultation n’est que facultative bien que recommandée. Le préfet ne sera pas lié par cet avis. Dans cette même hypothèse, l’assemblée délibérante de la commune ou de l’EPCI ne sera pas tenue de se prononcer une nouvelle fois sur le projet[15].
- Les conclusions et l’avis du commissaire enquêteur sont soit défavorables soit favorables mais réservées : il sera nécessaire d’apporter des modifications au projet de PSMV. Si ces dernières sont « substantielles » ou « de nature à remettre en cause l’économie générale du projet », la modification du projet devra être suivie d’une nouvelle enquête publique, intervenant dans les mêmes formes que la première. De l’issue de cette seconde enquête publique découlent deux situations distinctes:
  - Dans le premier cas, si les conclusions et l’avis du commissaire enquêteur sont favorables, le projet définitif ainsi modifié (au regard des différents consultations et enquêtes) sera soumis pour avis à la commission locale des secteurs sauvegardés. De plus, l’assemblée délibérante de la commune ou de l’EPCI devra se prononcer et donner un avis favorable sur l’ensemble du projet de plan. Une fois fait, le PSMV est approuvé par arrêté préfectoral[16]. Cet arrêté devra faire l’objet d’une publication dans le recueil des actes administratifs de l’Etat, ainsi que d’un affichage en mairie pendant le délai de un moins.
  - Dans le second cas, si le commissaire enquêteur a émis des conclusions et un avis favorable, la commission locale des secteurs sauvegardés est saisie pour avis sur le projet de PSMV définitif. L’assemblée délibérante de la commune ou de l’EPCI compétent est tenue elle aussi de se prononcer, mais dans ce second cas, elle donnera un avis défavorable. Le préfet saisira alors la commission nationale des secteurs sauvegardés afin qu’elle examine le projet et qu’elle donne son avis. Au vu de cet avis, des modifications pourront être apportées au projet de PSMV. L’approbation du plan se fera alors par décret en Conseil d’État[17], sur la base d’un rapport élaboré par le ministre chargé de l’urbanisme, du ministre chargé du patrimoine ainsi que du ministre chargé des collectivités territoriales. L’approbation doit intervenir dans un délai de trois ans[18]. Le décret du Conseil d’État sera alors publié au Journal de la République française. Un affichage à la mairie ou au siège de l’EPCI sera également nécessaire, ainsi que la publication de la décision d’approbation dans un journal diffusé dans le département[19].

### Les modalités de révision et de modification des PSMV
En 1976, le régime des procédures permettant de réadapter ou de revoir les PSMV avaient été révisés et alignés sur ceux des plans d'occupation des sols (POS). La loi SRU du 13 décembre 2000 avait supprimé la procédure de modification, qui par la suite, grâce à la loi Urbanisme et Habitat du 2 juillet 2003, avait été rétablie. L’ordonnance du 28 juillet 2005 persévère dans l’optique d’alignement des régimes d’adaptation des PSMV à celui des PLU. Ces deux documents d’urbanisme étant complémentaires, cette dernière réforme tente d’alléger et d’apporter de la souplesse à cette procédure d’adaptation du PSMV.
Cette procédure d’adaptation peut être initiée du fait de changements liés par exemple à une modification de la législation relative aux PSMV ou bien encore de difficultés dans la mise en œuvre du plan. Tout projet de modification du plan devra faire l’objet d’une concertation entre le préfet et le maire ou le président de l’EPCI compétent.
Aujourd’hui, on peut compter trois moyens pour réadapter les PSMV aux orientations d’urbanisme et d’aménagement du territoire ainsi qu’aux attentes des collectivités.

#### La révision
La révision est la procédure par laquelle le PSMV peut être partiellement ou dans sa totalité, remis en cause. C’est le conseil municipal ou l’organe délibérant de l’EPCI qui propose le lancement de la procédure au préfet. Ce dernier prescrit la révision par arrêté préfectoral. Par ailleurs, le préfet peut lui aussi proposer la révision du PSMV. Dans les deux cas, l’accord des deux parties doit être obtenu. La révision est opérée dans les mêmes conditions et à travers la même procédure que celle qui s’applique lors de l’élaboration du plan.

#### La modification
Il s’agit d’apporter des changements mineurs au plan, qui ne portent pas atteinte à son « économie générale ». De plus, l’article L313-1 VI du code de l’urbanisme précise que la modification ne peut pas entraîner la réduction d’un espace boisé classé. Le préfet peut opérer la modification sur demande du conseil municipal de la commune ou de l’organe délibérant de l’EPCI compétent, ou bien après avoir lui-même initié la procédure et après les avoir consultés. La collectivité devra par la suite organiser une enquête publique selon la même procédure qui régissait celle intervenant au cours de l’élaboration du plan. On notera l’intervention facultative de la commission locale des secteurs sauvegardés qui devra donner son avis sur le projet de modification apporté au PSMV tel qu’il en ressort de l’enquête publique. La saisine de cette commission est une possibilité laissée au préfet. L’approbation de la modification se fera par arrêté préfectoral. Une copie du dossier d’approbation de la modification devra être adressée aux services centraux du ministère de la culture. Il est possible qu’au cours de la procédure de mise en révision évoquée précédemment et avant son adoption, interviennent une ou plusieurs modifications.
Selon l’hypothèse dans laquelle la mise en révision ou la modification du PSMV aurait pour incidence de créer ou de rendre incompatible une ou plusieurs dispositions du plan avec les dispositions contenues dans le PADD du PLU, il est impératif que l’enquête publique porte à la fois sur les projets de modification ou de révision du PLU et du PSMV. Faute de quoi, l’approbation de la procédure d’adaptation du PSMV serait impossible.
Une autre hypothèse concerne le cas dans lequel des changements sont apportés au périmètre du PSMV, entrainant des changements dans le périmètre du secteur sauvegardé. Le projet de modification devra porter à la fois sur le PSMV et su le secteur sauvegardé.
L’arrêté portant sur la révision du PSMV ou sur sa modification devra être affiché durant le délai d’un mois à la mairie ou, dans le cas où le plan concerne un EPCI, 
l’affichage aura lieu à son siège ainsi que dans toutes mairies des communes membres. De plus, la décision devra être publiée dans un journal diffusé dans le département et sera publié dans le recueil des actes administratifs de l’État dans le département.

#### La mise à jour
La mise à jour est la procédure par laquelle le préfet apporte des changements au contenu des annexes du PSMV. Les modifications se font par arrêté préfectoral, lequel sera affiché pour un délai de un mois à la mairie concernée ainsi qu’au siège de l’EPCI compétent. Il peut s’agir de mettre à jour les informations relatives à la modification au doit du sol survenues des suites d’une autre procédure. L’arrêt préfectoral en question devra faire l’objet d’un affichage en mairie ainsi qu’au siège de l’EPCI compétent, durant le délai de un mois.

## Portée spécifique des PSMV et impacts sur les travaux réalisés au sein d'un secteur sauvegardé

### La substitution du plan de sauvegarde et de mise en valeur au plan local d'urbanisme
Sur l'espace qu'il couvre, le PSMV se substitue soit au Règlement national d'urbanisme (RNU) si la commune ne dispose pas d'un document d'affectation des sols soit au PLU. Le PSMV tient lieu de PLU et s'applique à un territoire distinct. Le PLU ne s'appliquera alors que partiellement sur le territoire communal ou intercommunal. Les PSMV disposent d'un contenu plus spécifique. C'est un plan beaucoup plus détaillé qu'un PLU et spécialisé dans la protection du patrimoine bâti. Le PSMV doit donc comporter une identification précise des immeubles inclus dans le périmètre du secteur sauvegardé. Le législateur a constamment cherché à rapprocher le PSMV du POS puis du PLU. Le mouvement a en effet été confirmé avec la loi SRU du 13 décembre 2000 puis par l'ordonnance du 28 juillet 2005 qui réforme les secteurs sauvegardés. On a assisté à un rapprochement de ces deux documents de planification sur deux niveaux.
Tout d'abord, le régime juridique du PSMV est en partie identique à celui du PLU. Le PSMV doit donc respecter les dispositions législatives et règlementaires applicables aux PLU. Mais, le PSMV supprime les effets des servitudes de protection des abords des monuments historiques prévues dans le périmètre du secteur sauvegardé.
Ensuite, il existe donc une obligation de compatibilité du PSMV avec le projet d'aménagement et de développement durables (PADD) du PLU posée par l'ordonnance de 2005 et ce afin d'éviter toute divergence entre les deux documents et garantir que le PSMV s'inscrive dans les orientations et les objectifs du projet urbain qui est présenté par le PLU. Cette exigence de compatibilité est une condition de légalité du PSMV. Le PADD du PLU a vocation à appréhender le territoire communal ou intercommunal dans sa totalité y compris la zone couverte par le secteur sauvegardé en posant des grandes orientations d'urbanisme. Il ne peut pas occulter le secteur sauvegardé ni lui renvoyer le soin de déterminer les orientations applicables à l'espace sauvegardé. Il lui appartient donc d'établir de quelle manière le secteur sauvegardé participe à l'ensemble des objectifs du PLU.

### Le régime juridique des autorisations d'urbanisme et des déclarations préalables dans les secteurs sauvegardés
Le PSMV est un document d'urbanisme opposable aux tiers dès sa publication. Le PSMV se substituant au PLU, les autorisations d'urbanisme sont délivrées dans les mêmes conditions que pour celui-ci. Avant la réforme de 2005, lorsque les travaux ne nécessitaient pas de permis de construire, une autorisation spéciale devait être délivrée qui était soumise à une condition de compatibilité des travaux avec le PSMV. L'ordonnance de 2005 et son décret d'application du 5 janvier 2007 a supprimé cette autorisation spéciale en soumettant les travaux aux procédures de droit commun. Mais, les procédures d'octroi des permis et des déclarations préalables dans les secteurs sauvegardés comportent de nombreuses particularités.

#### L'extension du champ d'application des autorisations et des déclarations préalables pour les travaux effectués en secteur sauvegardé
Le champ d'application des travaux devant faire l'objet d'une autorisation ou d'une déclaration préalable est en effet plus étendu lorsqu'ils doivent être réalisés dans un secteur sauvegardé. Certains travaux qui sont en principe dispensés de formalité se voient exiger l'obtention d'une déclaration préalable et de la même manière ceux qui nécessitent normalement qu'une déclaration préalable sont soumis à l'obtention d'un permis de construire. De nombreux aménagements réalisés au sein d'un secteur sauvegardé exigent quant à eux un permis d'aménager quelle que soit leur importance alors qu'en principe les moins importants requièrent qu'une déclaration préalable. De même, certains projets qui sont dispensés de toute formalité normalement se voient opposer l'obtention d'un permis d'aménager comme la création d'un espace public. Le PSMV peut par ailleurs interdire la démolition, l'enlèvement ou l'altération de certains immeubles ou ceux dont la modification est soumise à des conditions spéciales.

#### L'accord préalable de l'architecte des bâtiments de France pour effectuer des travaux dans un secteur sauvegardé
L’architecte des bâtiments de France (ABF) est chargé de l'entretien et de la conservation des bâtiments historiques ainsi que de la gestion des espaces protégés et particulièrement des secteurs sauvegardés. Elle y assure une surveillance générale « en vue de préserver son caractère historique et esthétique »
Les autorisations d'urbanisme et les déclarations préalables dans les secteurs sauvegardés sont subordonnées à l'accord de l'ABF qui doit être saisi pour avis conforme sur tous les projets « ayant pour effet de modifier l'état des immeubles » soumis à permis de construire ou déclaration préalable. Son silence gardé à la fin du délai qui lui est imparti pour prendre son avis vaut acceptation. Par contre, l'absence de décision expresse de l'autorité compétente pour accorder l'autorisation ou la déclaration préalable vaut rejet de celles-ci en cas d'avis de l'ABF défavorable ou assorti de prescriptions. Les délais d'instruction sont différents du droit commun. Ils sont plus étendus dans la mesure où ils sont majorés d'un mois. L'autorité administrative compétente pour accorder l'autorisation ou la déclaration préalable est obligée de suivre l'avis de l'ABF puisqu'il s'agit d'un avis conforme. Elle est dans une situation de compétence liée et n'a pas d'autre choix que de refuser les travaux si l'avis de l'ABF est défavorable. Néanmoins, l'accord de l'ABF peut être annulé par le juge s'il est illégal. Le juge contrôle alors la qualification juridique des faits.
Les avis de l'ABF sont susceptibles de donner lieu à un recours administratif effectué soit par le pétitionnaire soit par l'autorité compétente pour délivrer l'autorisation consistant en un appel devant le préfet de région. Il est donc possible de passer outre son refus. Le préfet de région émet un avis dans les 3 mois après consultation de la section régionale du patrimoine et des sites qui se substitue à celui de l'ABF mais en pratique les contestations sont rares et à défaut de réponse, le recours est réputé rejeté. L'autorisation ne peut être délivrée qu'avec l'accord du ministre chargé de la Culture si ce dernier décide d'évoquer le dossier dont est saisi l'ABF ou le préfet de région. Par ailleurs, l'accord de l'ABF peut être contesté par voie d'exception à l'occasion d'un recours exercé contre la décision qui autorise la réalisation des travaux. Il faut souligner que si le pétitionnaire envisage des modifications de nature à affecter l'aspect des constructions, un permis de construire modificatif ne peut lui être accordé qu'avec une nouvelle consultation de l'ABF. La commission locale du secteur sauvegardé peut être aussi consultée sur « tout projet d'opération d'aménagement ou de construction notamment lorsque celui-ci nécessite une adaptation mineure des dispositions du plan de sauvegarde et de mise en valeur ». Elle émettra alors un avis facultatif qui ne lie en rien l'autorité compétente pour se prononcer sur la demande d'autorisation ou la déclaration préalable.

### La défiscalisation des travaux en secteur sauvegardé
Au sens de l’article L313-4 du code de l’urbanisme, la restauration immobilière regroupe des opérations « comportant des travaux de remise en état, de modernisation ou de démolition ayant pour objet ou pour effet la transformation des conditions d’habitabilité d’un immeuble ou d’un ensemble d’immeubles ».
Désormais, c’est le plan de sauvegarde et de mise en valeur approuvé ou la déclaration d’utilité publique qui prévoient ces opérations. Cette procédure instituée par la loi Malraux de 1962 a pour but de permettre aux propriétaires d’immeubles (qu’ils soient seuls ou regroupés en association) ou aux collectivités de procéder à une restauration complète d’un immeuble, tout en bénéficiant d’aides financières qui permettront ainsi de prendre en charge une partie du montant des travaux.
Avant 1995, la personne publique était écartée de l’application des abattements fiscaux. C’est l’instruction fiscale de la Direction Générale des Impôts du 17 mai 1995, qui va enfin ouvrir aux personnes publiques cette possibilité.
Pour bénéficier des avantages fiscaux, que l’on se situe avant ou après 2009, il faut que le plan de sauvegarde et de mise en valeur d’un secteur sauvegardé soit approuvé ou bien que le propriétaire soit en possession d’une déclaration d’utilité publique.

#### Avant la réforme de 2009
Les propriétaires pourront déduire leurs déficits fonciers de leur revenu global. Cela peut se faire sur une seule année ou sur plusieurs. Cet abattement d’impôt s’effectue sur l’ensemble, c'est-à-dire la totalité des charges liées aux travaux de rénovation (sont exclus les intérêts d’emprunt).

#### Après la réforme de 2009
La déduction des déficits fonciers ne se fait plus par rapport au revenu global, mais se traduit par une véritable réduction d’impôt de 30 % du montant des travaux, dans une limite de 100 000 euros par an. La déduction d’impôt ne peut s’effectuer que pour une durée de 3 ans.

## Les secteurs sauvegardés sans plan de sauvegarde et de mise en valeur
On constate que la non approbation d’un PSMV est fréquente, puisqu'un quart de l’ensemble des PSMV existant en France ne sont pas approuvés alors même que le secteur sauvegardé existe. De nombreuses villes adoptent également leur plan de sauvegarde longtemps après la prescription du secteur sauvegardé. Les conséquences de la non-approbation sont négligeables étant donné que les effets, qu’emporte la mise en œuvre d’un PSMV lorsque celui-ci est adopté, ne seront pas applicables ici[réf. souhaitée].

### Les autorisations d’urbanisme restent instruites par l’Architecte des bâtiments de France
L’architecte des bâtiments de France (ABF) intervient pour instruire les différentes autorisations d’urbanisme (permis de construire, permis de démolir, permis d’aménager et déclarations préalables). En effet, l’ABF, même en l’absence de plan de sauvegarde, exerce tout de même un contrôle sur les autorisations d’urbanisme, puisque les immeubles se situent dans le périmètre d’un secteur sauvegardé et le but de ce dernier étant bien de permettre une limitation des possibilités de démolition et de construction.
Ainsi, les travaux effectués sur les parties intérieures du bâtiment sont soumis à déclaration préalable, qui sera à son tour soumise à l’avis de l’Architecte des Bâtiments de France. Pour les autres autorisations d’urbanisme, à savoir les permis de construire, permis d’aménager et permis de démolir, l’approbation de l’ABF est aussi requise.
L’instruction par l’ABF du dossier relatif à ces différentes autorisations sera alors d’une durée plus longue que la durée de droit commun, elle sera de 6 mois lorsqu’il n’existe pas de PSMV. L’ABF pourra selon trois possibilités, refuser le permis ou la déclaration préalable, accorder la réalisation des travaux demandés sans condition, ou accorder la réalisation des travaux sous réserve de prescriptions spécifiques.

### Le PLU continue d’exister
En ce qui concerne les relations PSMV/PLU, lorsqu’il n’y a pas eu approbation d’un plan de sauvegarde, le PLU continue de s’appliquer sur le périmètre du secteur sauvegardé de façon normale.

### Des incitations financières qui ne s’appliquent pas, sauf sous conditions
En ce qui concerne la défiscalisation, objectif principal de l’institution de la loi Malraux de 1962, les incitations financières prévues par la présente loi ne sont pas applicables lorsqu’il existe un secteur sauvegardé, et que celui-ci n’a pas été concrétisé par la mise en place d’un plan de sauvegarde et de mise en valeur. Les travaux de restauration coûtant très cher, la loi Malraux avait pour but de permettre aux propriétaires de procéder aux travaux en contrepartie d’abattements fiscaux.
Il existe désormais un moyen pour les pétitionnaires d’une autorisation d’urbanisme situées en secteur sauvegardé de bénéficier d’aides pour la réalisation de travaux. Pour cela, il faut que les travaux que souhaite entreprendre le propriétaire soient déclarés d’utilité publique.
C'est à cette seule condition que le pétitionnaire pourra bénéficier des avantages fiscaux prescrits par la loi Malraux.